# Hyperborei Cavi
Gli Hyperborei Cavi sono una formazione geologica della superficie di Marte.